# Franjo Bratina
Franjo Bratina, slovenski izumitelj, * 9. avgust 1886, Ustje, † 24. junij 1977, Mengeš.

## Življenje in delo
Rodil se je v slovenski kmečki družini z osmimi otroki. Ljudsko šolo je obiskoval v rojstnem kraju in Ajdovščini, gimnazijo pa v Ljubljani kjer je 1906 tudi maturiral, nato je na Dunaju začel študij prava, ki pa ga ni kočal, ter se preusmeril v tehniko in izumiteljstvo. Pred 1. svetovno vojno se je posvečal aviatiki, od 1907 je gradil letalske modele in bil med drugimi osebni prijatelj S. Bloudka. Leta 1913 je delal poskuse z modelom žaluzijskega helikopterja in načrtoval letalo z turboreakcijskim motorjem. Ob izbruhu vojne je bil skupaj z I. Cankarjem zaprt na Ljubljanskem gradu. Po vojni se je preselil v Beograd, in tam med drugim postal referent za hladilno tehniko in urejal Rudarsko-topionički vestnik. Patentiral je okoli 20 patentov, dva tudi v Nemčiji. Za patent je 1930 prijavil izum radialnega razpršilca, kombinacijo reakcijskega motorja in okroglega krila. Patent so mu 1932 priznali, eksperimentalno pa se ni potrdil. Bratina je zaslužen tudi za to, da je Ajdovščina na Hublju pri Ajdovščini dobila majhno hidroelektrarno, ki pa jo je kasneje uničilo drsenje terena.